# زوشيكوتزال
زوشيكوتزال (بالإنجليزية: Xochiquetzal or Xochitlicue)‏، اسمها يعني «الوردة الجميلة»، هي ربة الأرض والأزهار والنباتات والألعاب والرقص في الميثولوجيا الأزتيكية، وهي ربة الحب بالدرجة الأولى. وهي أيضًا المشرفة على الحرفيين والعاهرات والنساء الحوامل والولادة. وكانت بالأصل مترافقة مع القمر. وهذه الربة هي الأعظم سحرًا وفتنة في البانثيون الأزتيكي، وحاشيتها تتألف من الفراشات والطيور.
كل ثماني سنوات يقام احتفال على شرفها حيث يرتدي المحتفلون أقنعة حيوان وأزهار. وهي الأخت التوأم لأمير الأزهار زوكيبيلي، ويشار إليها أحياناً كزوجة لرب المطر تلالوك.